# Moshe Lewin
Ne doit pas être confondu avec Moché Lewin.
Moshe Lewin, né le 6 novembre 1921 à Vilnius, alors en Pologne, et mort le 14 août 2010 à Paris 10e,, est un historien spécialiste de l'URSS. Il est l'un des piliers de l’histoire sociale de l'URSS, et tout particulièrement de la période stalinienne. Son travail a été une référence et une source d’inspiration pour les soviétologues.

## Biographie
Ses parents, d’origine juive, ont été assassinés par les milices d'extrême droite lituaniennes lors de l'invasion allemande. Lui-même est sauvé par des soldats de l’Armée rouge qui se replient devant l’avancée nazie. Il se réfugie en URSS pendant la Seconde Guerre mondiale en travaillant dans une ferme collective puis comme sous-officier dans l'armée soviétique. Il défile le 9 mai 1945 à Moscou pour la fête de la victoire.
Ayant retrouvé sa citoyenneté polonaise, il vit quelque temps en France et milite au sein du parti sioniste de gauche Hachomer Hatzaïr tout en participant à l'organisation de l’émigration juive clandestine en Palestine. Il émigre à son tour dans le nouvel État d’Israël et travaille pour le journal Al-Hamishmar,.
Ses convictions sionistes sont ébranlées par les crimes de guerre perpétrés par le jeune État à l'encontre des populations arabes. Il fait part de son indignation devant l'expédition punitive dirigée par Ariel Sharon contre le village de Qibia, le 12 octobre 1953, au cours de laquelle femmes, vieillards et enfants furent massacrés. Opposé à la guerre de 1956 contre l’Égypte, il est néanmoins enrôlé dans l'armée et finalement traduit en conseil de guerre pour son pacifisme.
Il obtient une licence à l'université de Tel Aviv en 1961. Arrivé en France, il soutient en 1964 sa thèse de doctorat à la Sorbonne sous la direction de l'historien Roger Portal. Il est alors influencé par l’école des Annales. Il devient de 1965 à 1966 directeur d’études associé à la VIe section de l’École pratique des hautes études (qui s'est autonomisée en 1975 pour devenir l'École des hautes études en sciences sociales), puis de 1967 à 1968 senior fellow à l'université Columbia. De 1968 à 1978, il est enseignant-chercheur à l’université de Birmingham en Angleterre, où il a enseigné l’histoire et la politique soviétiques. Il émigre ensuite aux États-Unis et devient professeur d’histoire à l’université de Pennsylvanie. 
Moshe Lewin fait partie des chercheurs de neuf pays réunis à Rome durant l’été 1980, signataires d’un appel au ministre des Universités, lui demandant de sauver la « bibliothèque la plus intelligente du monde ». En juin 1981, il est un des membres fondateurs de l’Association des amis de la BDIC.
Il n'a pu retourner en URSS qu'en 1986, date à partir de laquelle il a longuement séjourné à Moscou. Il a pris sa retraite et a été nommé professeur émérite en 1995. Il s'est installé à Paris en 2007.

## Recherches
Moshe Lewin a suscité de nombreuses vocations dans le domaine de l'histoire sociale, en particulier à partir de la publication, en 1966, de sa thèse de doctorat sur la collectivisation de l'agriculture en URSS (traduite en anglais dès 1968). Dans la lignée de l’école des Annales, son approche est résolument interdisciplinaire. Moshe Lewin a cherché à « dépolitiser le discours sur l’URSS », dans le sens où il fallait selon lui :

« cesser de privilégier le pouvoir politique et les instruments de ce pouvoir (État, parti, idéologie) comme unique source d’analyse. […] Il n’y a pas d’un côté un pouvoir, un État qui impose sa volonté, qui donne des ordres et de l’autre une société dirigée, atomisée, « planifiée » qui obéit. En réalité, les choses sont un peu plus complexes : la société peut et sait imposer ses humeurs et infléchir de la sorte le cours d’une politique. Il me semble qu’il faudrait, sous cet angle, réviser toute l’histoire de l’Union soviétique (et pour une part de la Russie tsariste également) – y compris la période des années trente. »

Contre la tradition alors dominante de l'école centrée sur le concept de totalitarisme, M. Lewin a montré la nécessité et la possibilité d'une histoire sociale qui évalue les rapports complexes entre le régime et les catégories de la population. La dimension idéologico-politique qui était hypertrophiée dans l'interprétation « totalitariste » n'est pas absente de ses recherches, mais elle est étudiée à partir de ce substrat social.

### Le tournant des années 1920
Dans son ouvrage sur la collectivisation de l'agriculture, M. Lewin analyse en profondeur le débat économique des années 1920, qui a notamment confronté les opposants et les partisans de la NEP. Il présente un pouvoir bolchevique animé par une volonté de moderniser et de contrôler le monde agricole, jugé archaïque et réfractaire au socialisme. Selon M. Lewin le régime a utilisé, dans une véritable fuite en avant, des méthodes de plus en plus autoritaires et violentes car il s’est heurté à la résistance des paysans. La guerre menée par l’État contre les paysans a ainsi abouti à la mise en place de rapports néo-féodaux dans les campagnes.
Lors de son second ouvrage, M. Lewin rendait compte du combat de Lénine au cours des dernières années de sa vie. L’historien s’est appuyé notamment sur le Testament de Lénine, nom donné à l’ensemble des textes rédigés par Lénine en décembre 1922 et janvier 1923, dont des écrits où il faisait part, juste avant sa mort, de ses visions et de ses pronostics pour le futur du régime soviétique. Lénine espérait alors un retour de la santé morale de la machine étatique, mais ses efforts sont restés vains. D’après l’auteur, la stratégie de modernisation centralisée dans un pays arriéré a entraîné une dégénérescence vers un système bureaucratique oppressif qui était difficile à éviter.

### L'origine du stalinisme
Le recueil d’articles de M. Lewin intitulé La Formation du système soviétique constitue un plaidoyer pour l’histoire sociale et proposait de nombreuses pistes de recherche à explorer. M. Lewin a été un pionnier dans l’étude de l’histoire sociale du stalinisme. Il s’est efforcé d’analyser le stalinisme comme un phénomène complexe, ayant des racines sociales et culturelles propres et inscrit dans la longue durée de l’histoire russe. La révolution bolchevique n’a pas fondamentalement constitué une rupture dans l’histoire de la Russie. M. Lewin n’analyse pas le stalinisme comme le produit d’une idéologie, ni comme le produit de la révolution de 1917, mais comme le résultat d’un lourd héritage et d’un conflit entre modernité et tradition. Ce conflit a tourmenté la Russie au moins depuis le milieu du XIXe siècle : la « grande réforme » de 1861, par laquelle Alexandre II de Russie a proclamé l’abolition du servage, « peut être prise comme point de départ pour comprendre ce qui devait finalement aboutir à 1917 ». M. Lewin interprète la révolution bolchevique, puis stalinienne, comme un processus de modernisation du pays, rendu nécessaire dans la mesure où le pouvoir tsariste avait été incapable de le mener à bien.
L’historien analysait la situation paradoxale dans laquelle se retrouvaient les bolcheviks. Ils avaient pris le pouvoir dans un pays avant tout paysan, et n’avaient pas reçu le concours d’une révolution occidentale, ce qui les plaçait dans une situation intenable d’un point de vue marxiste : ils n’étaient qu’une « superstructure » suspendue dans les airs, dépourvue de la nécessaire base industrielle et prolétarienne pour mener à bien le socialisme. M. Lewin a insisté sur l’influence déterminante de la guerre civile russe (1918-1920), qui a été un révélateur de conflits profonds et a entraîné une « archaïsation » de la Russie.
Il s’est produit une confrontation entre un État tourné vers la modernisation et une paysannerie repliée sur elle-même, adossée à ses traditions. Le paysan russe, le moujik, a pesé d’un grand poids sur l’histoire de l’URSS, par le fait de perpétuer le passé impérial. Le culte de Staline était une résurgence d’attitudes populaires à l’égard de l’autocratie. De même, la vision manichéenne stalinienne et les procès de Moscou prenaient leurs racines dans la religion populaire. Les caractéristiques despotiques du stalinisme étaient le produit de la tradition bureaucratique et autoritaire russe, des traits personnels de Staline, combinés avec la destruction des mouvements politiques et sociaux autonomes.

### Permanence ou évolution?
M. Lewin s’est particulièrement intéressé au débat qui posait la question de la permanence ou de l’évolution du système étatique soviétique. M. Lewin combat la vision selon laquelle le Parti et l’État sont restés immuables durant les sept décennies de l’existence de l’URSS. Comme tout État, argumentait-il, l’État soviétique n’était pas « un État flottant au-dessus de tous les autres éléments, sur l’histoire elle-même ». L’État « dépend du milieu historique dans lequel il agit, il est le produit de ce milieu – c’est-à-dire d’un système social en constante évolution ». L’évolution du système social a modifié le caractère même du système politique. Le PCUS a ainsi changé plusieurs fois au cours de son histoire. Selon Lewin, les tensions, les négociations et le partage des tâches entre bureaucraties font du stalinisme un système susceptible d'évolution interne, à la différence du nazisme.
M. Lewin a défendu l’existence d’une « solution Boukharine » au cours des années 1920, qui, si elle avait été appliquée, aurait débouché sur un régime bien plus humain que celui créé par Staline, ainsi que sur des résultats économiques bien plus satisfaisants. M. Lewin s’est intéressé, sous l’apparence de l’immobilité, aux transformations du système et de la société, notamment au cours de la période post-stalinienne. Ce sont ces changements dans la société soviétique d’après-guerre qui ont produit une génération de réformateurs comme Gorbatchev.
Dans un essai ambitieux, M. Lewin s’inspirait de la « théorie de la convergence » qui, à la lumière de la Russie de Gorbatchev, semblait plus convaincante que jamais. L’URSS était devenue une société industrielle moderne qui devait faire face à de nombreux impératifs communs avec les démocraties capitalistes. C’est la contradiction entre la modernisation de la société et la persistance de la dictature du Parti qui a accru les pressions pour des réformes. Gorbatchev n’était donc pas un réformateur isolé arrivé au pouvoir par chance, mais le défenseur énergique de changements auxquels il voulait donner une dimension institutionnelle.

## Publications

### Ouvrages
- La Paysannerie et le pouvoir soviétique : 1928-1930, préface de Roger Portal, Mouton, Paris, La Haye, 1966.
- Le Dernier Combat de Lénine, Éditions de Minuit, Paris, 1967; réédition avec une préface de Daniel Bensaïd, Minuit, Paris, 1978. Rééedition avec la préface de Daniel Bensaïd et "Le journal des secrétaires de Lénine" en annexe, Syllepse, Paris, 2015.
- (en) The Political Undercurrents of Soviet Economic Debates : From Bukharin to the Modern Reformers, Princeton University Press, 1974 ; réédité sous le titre Stalinism and the Seeds of Soviet Reform : The Debates of the 1960’s, New York, 1991.
- La Formation du système soviétique. Essais sur l'histoire sociale de la Russie dans l'entre-deux-guerres, Gallimard, Paris, 1987, 466 p.
- La Grande Mutation soviétique, La Découverte, Paris, 1989 (titre original : The Gorbatchev Phenomenon).
- (en) Russia/URSS/Russia : The Drive and Drift of a Super-state, The New Press, New York, 1995.
- (en) avec Ian Kershaw (eds), Stalinism and Nazism : Dictatorships in Comparison, Cambridge University Press, 1997.
- Le Siècle soviétique, Fayard/Le Monde diplomatique, Paris, 2003, 526 p.

### Quelques contributions
- (en) « The Social Background of Stalinism », in Robert C. Tucker (éd.), Stalinism : Essays in Historical Interpretation, Norton, New York, 1977, p. 111-136.
- (en) « The Civil War : Dynamics and Legacy » in Diane P. Koenker et alii (éd.), Party, State, and Society in the Russian Civil War, Indiana University Press, Bloomington, 1989.
- « Les régimes et les processus historiques dans la Russie du XXe siècle », in Jacques Sapir (dir.), Retour sur l'URSS. Économie, société, histoire, L'Harmattan, Paris, 1997, p. 245-253.

### Quelques articles
- « Le problème de la différenciation de la paysannerie vers la fin de la NEP », Cahiers du monde russe, 6/1, 1965.
- « Septembre 1929, à la veille d'une nouvelle politique agraire en URSS », Cahiers du monde russe, 6/4, 1965.
- « Les derniers mois de la vie de Lénine d’après le Journal de ses secrétaires », Cahiers du monde russe et soviétique, vol. 8, n°2, avril-juin 1967, p. 264-328.
- « N. I. Boukharine. Ses idées sur la planification économique et leur actualité », Cahiers du monde russe, 13/4, 1972.
- (en) « Russia/URSS in Historical Motion : An Essay in Interpretation », The Russian Review, vol. 50, no 3, juillet 1991, p. 249-266.
- « “Illusion communiste” ou réalité soviétique ? », Le Monde diplomatique, décembre 1996.
- « Pourquoi l'Union soviétique a fasciné le monde », Le Monde diplomatique, novembre 1997, p. 16-17.
- « La Russie en mal d'État », Le Monde diplomatique, novembre 1998, p. 1, 18 et 19.
- « L’homme qui voulait réformer l’URSS », Le Monde diplomatique, mars 2003, p. 32.
- (en) « Rebuilding the Soviet nomenklatura, 1945-1948 », Cahiers du monde russe, 44/2-3, 2003.